# Weather Report
Weather Report byla americká jazzrocková hudební skupina fungující v letech 1970–1986. Její jádro tvořilo duo Joe Zawinul (piáno) a Wayne Shorter (saxofon). Zakládajícími členy byli v roce 1970 vedle Joa Zawinula a Wayne Shortera také Čech Miroslav Vitouš (basa), Alphonse Mouzon (bicí) a Airto Moreira (perkuse).
V každé nové nahrávce se objevovala i jiná jména např. Omar Hakim, Peter Erskine, Alex Acuña, Manolo Badrena, Dom Um Romão.
Z počátku byl zvuk skupiny velmi experimentální a rytmický. V roce 1976 se připojil ke skupině baskytarista Jaco Pastorius. Zvuk skupiny se stal melodičtější a nahrávky se začaly prosazovat i na masovém hudebním trhu. Nejznámější skladbu z této doby je „Birdland“.
V roce 1986 se skupina rozpustila.

## Diskografie
- Weather Report (1971)
- I Sing The Body Electric (1972)
- Live In Tokyo (1972)
- Sweetnighter (1973)
- Mysterious Traveller (1974)
- Tale Spinnin' (1975)
- Black Market (1976)
- Heavy Weather (1977)
- Mr. Gone (1978)
- 8:30 (1979)
- Night Passage (1980)
- Weather Report (1982)
- Procession (1983)
- Domino Theory (1984)
- Sportin' Life (1985)
- This Is This (1986)